# Dea dei serpenti

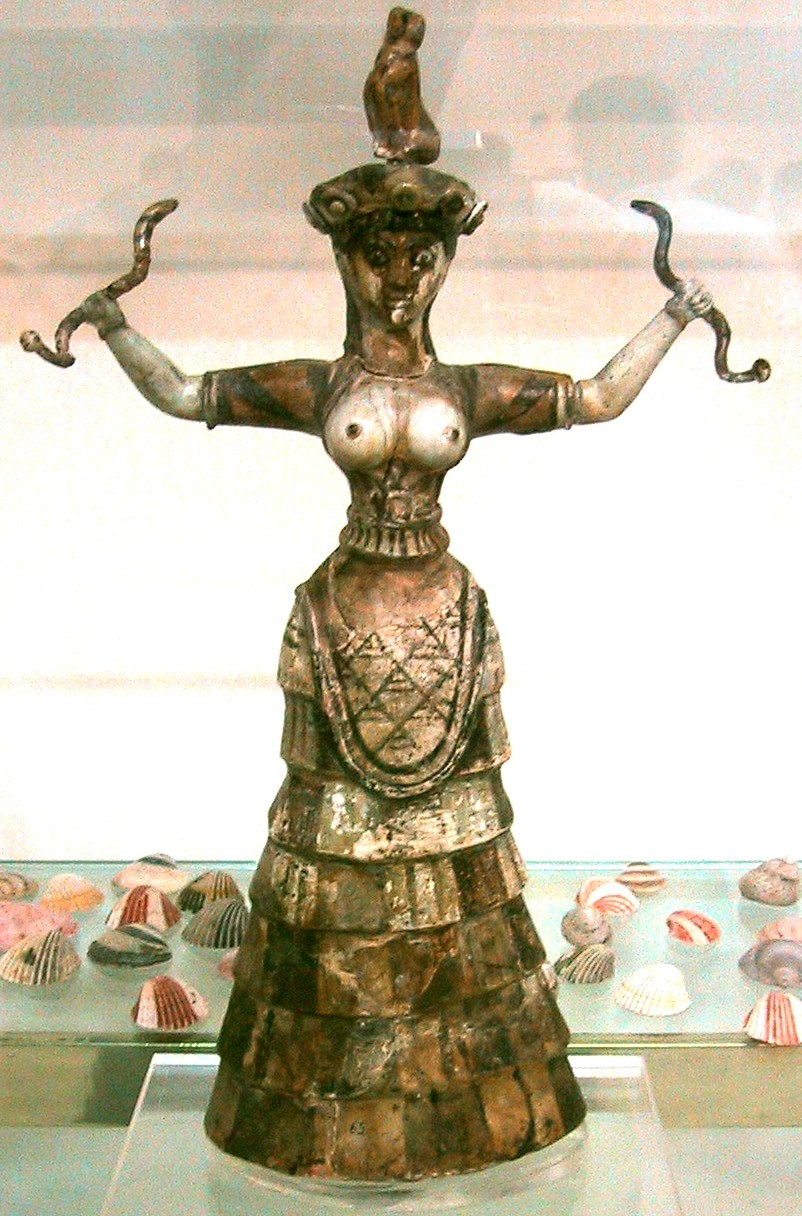
Dea dei serpenti. Iraklio, museo archeologico.

La Dea dei serpenti è una dea della civiltà minoica, riferibile a rituali della fecondità, figura ricorrente della scultura minoica. È spesso in maiolica, di altezze varianti dai 29,5 cm ai 38,5 cm. Sono state reperite nella camera sotterranea del tesoro del santuario centrale del palazzo di Cnosso, del medio minoico. La datazione è 1600-1580 a.C.
La statuetta ha il tipico abito a falde ricadenti, bloccato ai fianchi da un elemento a sella che sembrerebbe realizzato in stoffa più pesante. Uno stretto corpetto, che comprime e lascia scoperti i seni, questo elemento coi seni scoperti è tipico delle sacerdotesse, cinge anche la parte superiore delle braccia. Le mani della dea stringono due serpenti, abitanti della terra e portatori a volte di morte, mostrandoli all'osservatore.
È una statuina di ceramica smaltata,questa tecnica permette di variare i temi decorativi, mentre la superficie rimane brillante e luminosa.
Si è soliti considerarla un’immagine di divinità ctonia (dal greco chthon, “terra”) cioè legata al culto delle forze sotterranee e degli inferi.

## Identificazione con la Dea Madre cretese
La Dea dei serpenti è spesso vista come la Dea Madre cretese, divinità femminile venerata da almeno il 3000 a.C. fino al 1200 a.C. legata alla fertilità e alla vita, ma anche alla morte, ed identificata dagli antichi greci con Potnia theron.
La religione cretese vuole che la Dea Madre abbia guidato il suo popolo lontano dalla loro terra originaria per condurli altrove, ma non trovando ospitalità per il suo popolo in nessuna terra.
La Dea, allora, creò Creta e vi fece stabilire coloro che la veneravano.
A Creta sono state trovate statue di dee con serpenti in mano, ma anche statue di dee con altri simboli; fra queste ricordiamo la Dea dei Papaveri e la Dea della Morte. Alcuni pensano che siano varie dee, ma prevale l'ipotesi che quelle divinità siano aspetti di un'unica Dea Madre invocata con diversi nomi e attributi a seconda della richiesta.

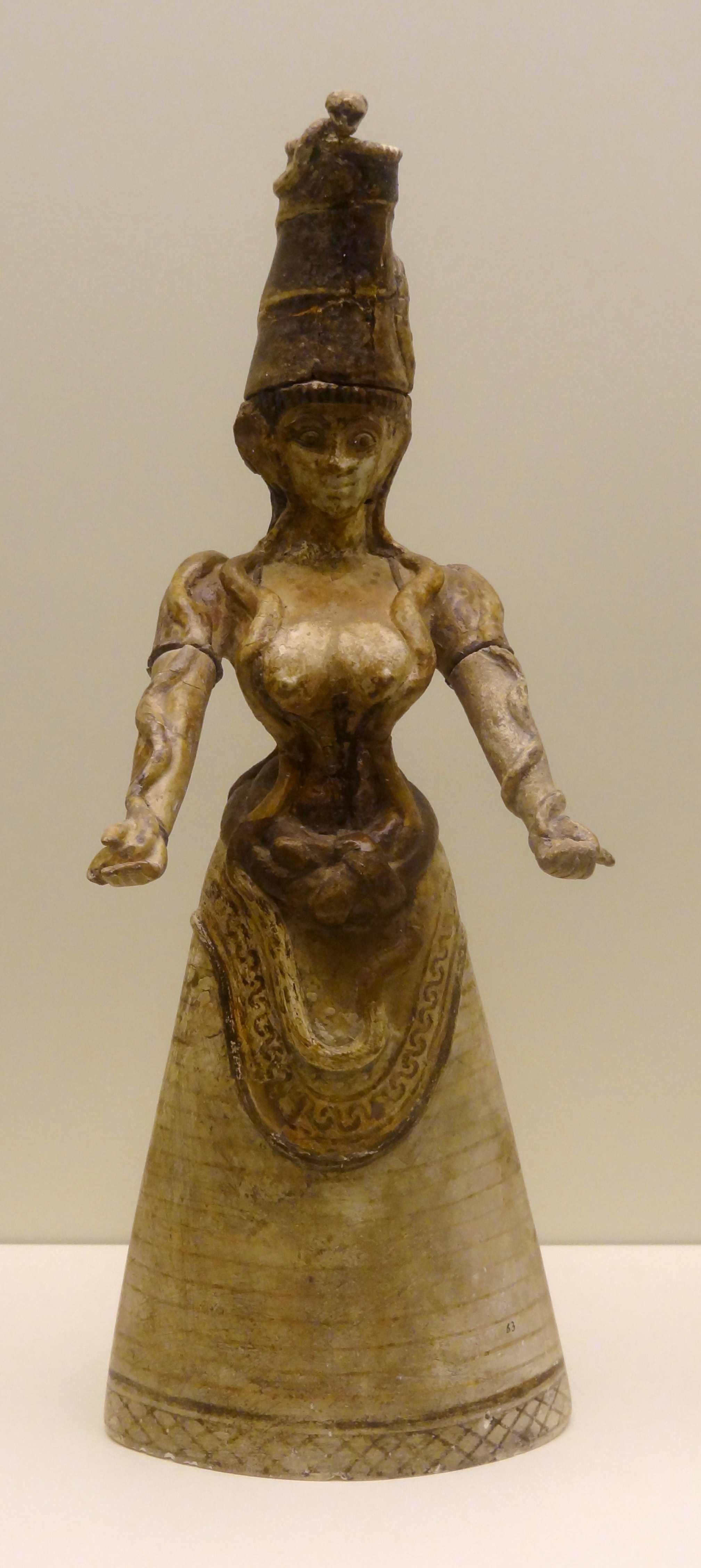
Grande dea dei serpenti. Periodo neopalaziale (c. 1600 a.C.) dal Palazzo di Cnosso. Iraklio, museo archeologico.
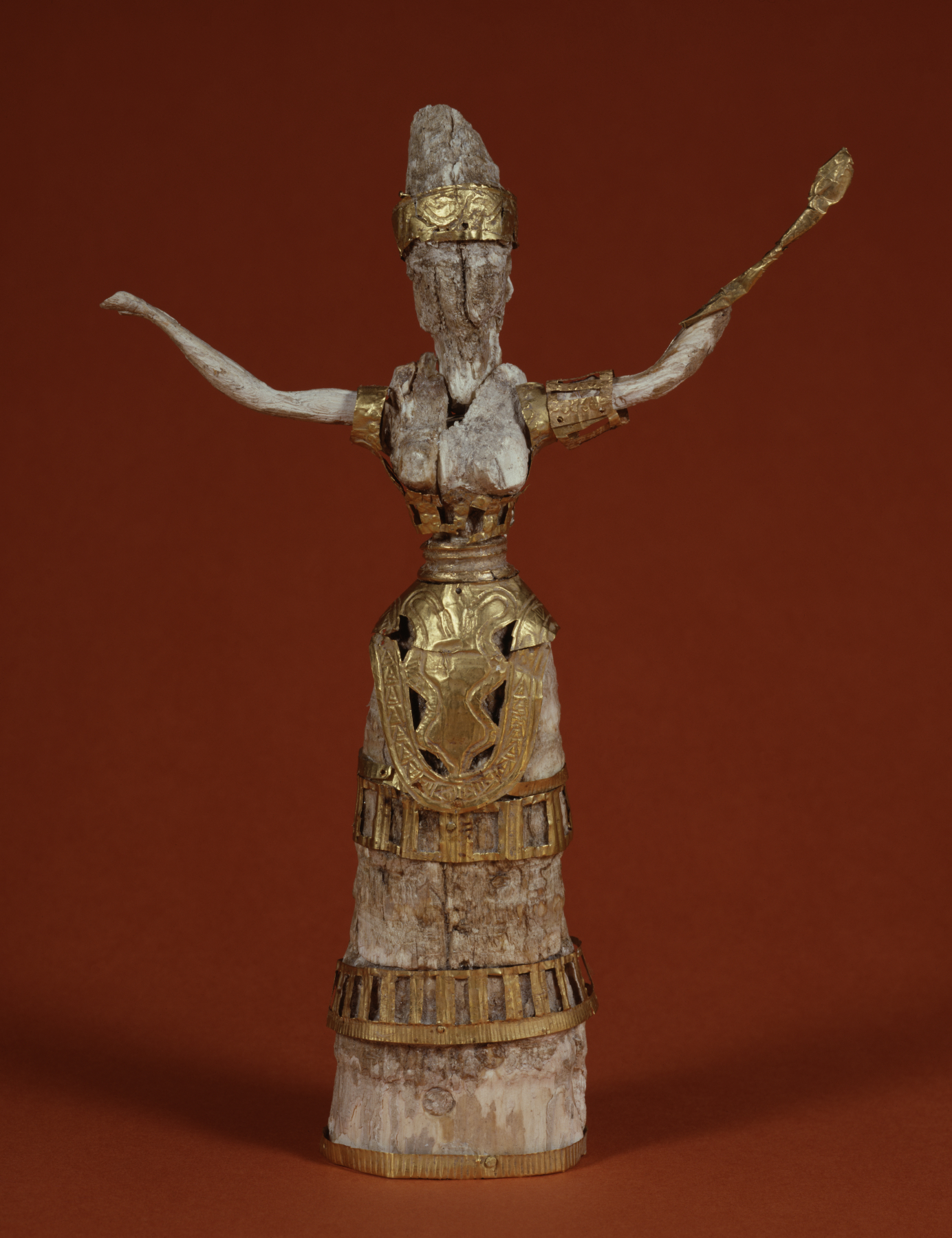
Dea oppure sacerdotessa in oro ed avorio, possibile falso[1].